# رابرت کوهن
رابرت کوهن (انگلیسی: Robert Cohen؛ زادهٔ ۱۷ سپتامبر ۱۹۶۳) نویسنده و کارگردان اهل کانادا است.
وی همچنین برندهٔ جوایزی همچون جوایز امی ساعات پربیننده شده‌است.